# HD 177565
HD 177565 eller HR 7232, är en ensam stjärna belägen i norra delen av stjärnbilden Södra kronan. Den har en skenbar magnitud av ca 6,16 och är mycket svagt synlig för blotta ögat där ljusföroreningar ej förekommer. Baserat på parallax enligt Gaia Data Release 3 på ca 59,0 mas beräknas den befinna sig på ett avstånd av ca 55,3 ljusår (ca 17 parsec) från solen. Den rör sig bort från solen med en heliocentrisk radialhastighet av ca 61 km/s. Stjärnan minskas på dess nuvarande avstånd i ljusstyrka genom skymning av interstellärt stoft med 0,07 magnitud och den har en absolut magnitud på +5,00. En undersökning 2017 misslyckades med att finna någon följeslagare till stjärnan.

## Egenskaper
HD 177565 är en solliknande gul till vit stjärna i huvudserien av spektralklass G6 V. Objektet har också senare fått spektralklass G8 V (Houk 1982) och en källa listar den som en G5-underjätte. Den har en massa av ca 0,99 solmassa, en radie av ca 0,99 solradie och utsänder energi från dess fotosfär motsvarande ca 0,85 gånger solen vid en effektiv temperatur av ca 5 600 K. Den har en metallicitet med en järnhalt på 120 procent av solens med [Fe/H] = +0,08.

## Planetsystem

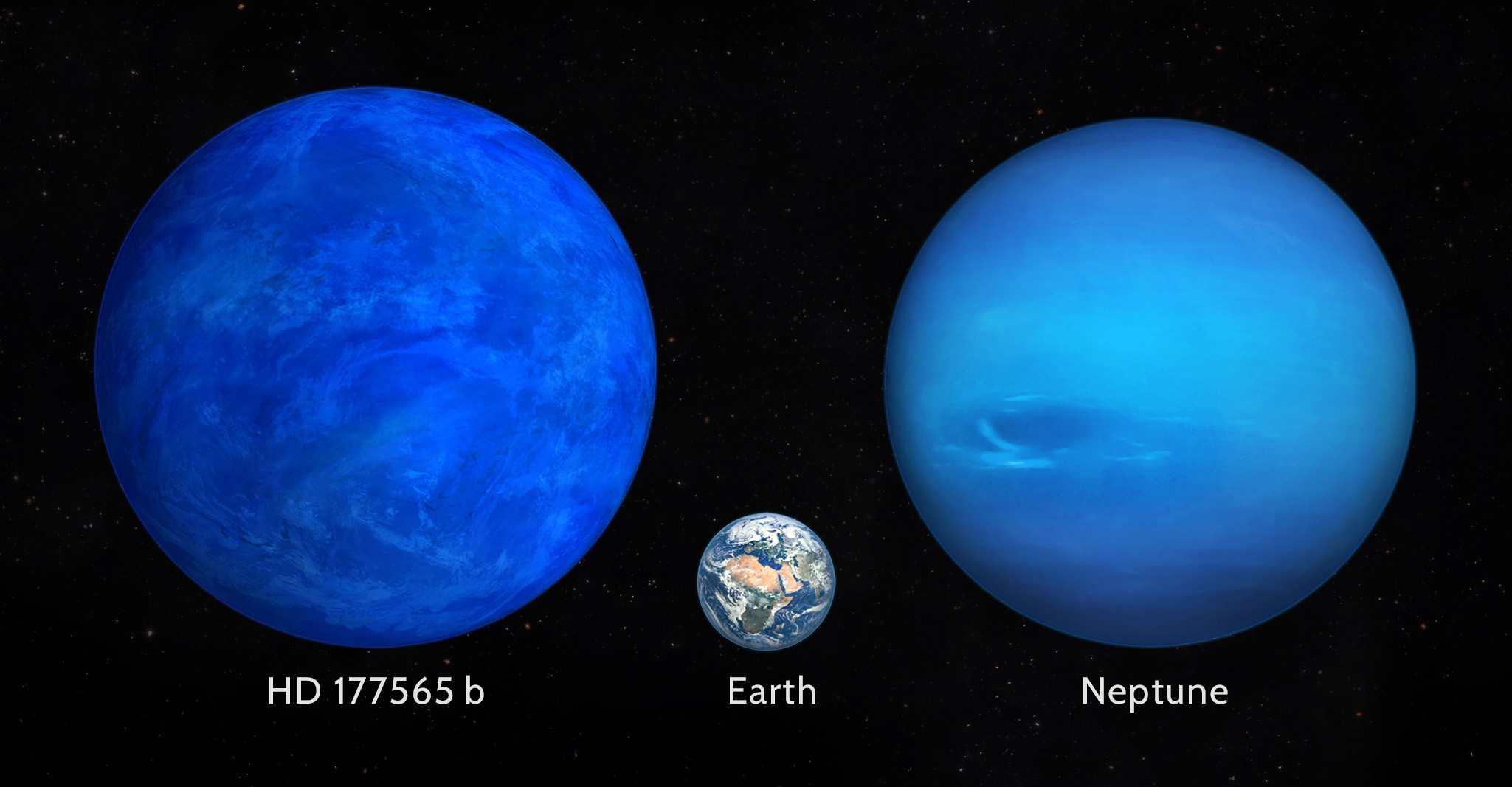
Storleksjämförelse av planet HD 177565 b (konstbild) med Jorden och Neptunus

År 2017 upptäcktes genom observationer av HARPS-data en exoplanet som kretsar kring stjärnan. HD 177565 b är en het Neptunus som har en omloppsperiod av 44,5 dygn i en relativt cirkulär bana.
| Planet | Massa               | Halv storaxel (AE) | Siderisk omloppstid (d) | Excentricitet      | Inklination  | Radie             |
| ------ | ------------------- | ------------------ | ----------------------- | ------------------ | ------------ | ----------------- |
| b      | 15,10 +6,40−6,05 MJ | 0,246 ± 0,019      | 44,5 +0,6−0,3           | 0,059 +0,172−0,058 | - +0,30−1,20 | ca 4,1 ± 0,035 R🜨 |